# Казимир Мільбахер
Казимир Мільбахер — староста (крайсгауптман) у місті Станиславів у 1833–1838 рр. Німець.
Михайло Грушевський написав статтю «Коломийка про старосту Мільбахера», котру опублікував у XVI томі «Записок наукового товариства імені Шевченка» за 1897 рік. Записав коломийку у 1842 році Семен Білінкевич, парох села Яблониці, коло Делятина. До редакції коломийку заніс його син, також священник.
На думку Грушевського, ця коломийка уложена не кимось з народу, а лише підроблюється під народну мову і народний склад.